# BMW R80GS
De BMW R 80 GS is een motorfiets van het merk BMW.

## Voorgeschiedenis
In 1980 had BMW haar eerste zware allroad op de markt gebracht: de R 80 G/S. Men had de zeventiger jaren afgesloten met enkele successen in de endurosport en nam in 1980 ook deel aan de Dakar-rally. De G/S was absoluut een vernieuwende motorfiets: BMW paste als eerste een enkelzijdige wielophanging toe, het monolever systeem. De R 80 G/S werd een enorm succes, er werden bijna 22.000 stuks verkocht. Toch waren het niet de terreinmogelijkheden die klanten trokken. De R 80 G/S was een uitstekende stuurfiets op de verharde weg. De verkopen werden absoluut gestimuleerd door de successen die BMW haalde in de Dakar-rally. Men bleef de fabrieksmachines "R 80 G/S" noemen, ondanks het feit dat ze een steeds grotere cilinderinhoud kregen.

## R 80 GS
In 1987 werd het model herzien, tegelijk met het verschijnen van een zwaardere versie, de R 100 GS. Het motorblok bleef ongewijzigd, maar de monolever achtervering werd vervangen door het nieuw ontwikkelde paralever, dat door gebruik te maken van reactiestangen de cardanreacties (het omhoog klimmen bij acceleratie) elimineerde. Ook de voorvork en de remmen werden verbeterd. De R 80 GS bleef tot 1994 in productie, er werden 11.375 exemplaren verkocht. In 1996 en 1997 werden nog twee kleine series gebouwd: de R 80 GS Basic en de R 80 GS Kalahari.

### Motor
De R 80 GS gebruikte de luchtgekoelde 800 cc tweecilinderboxermotor die al in de R 80 G/S was gebruikt, maar die eigenlijk al dateerde van 1969, toen de /5 Serie was verschenen. Bij deze motoren was de nokkenas onder de krukas geplaatst, waardoor de cilinders hoger zaten voor meer grondspeling. In tussen waren de cilinderwanden voorzien van een slijtvaste Nikasillaag. Op de voorzijde van de krukas zat de wisselstroomdynamo en er was een elektronische ontsteking aan boord. Door een wijziging in het uitlaatsysteem bleef het motorvermogen gelijk, maar het koppel werd iets hoger.

### Rijwielgedeelte
Het frame was nog steeds een dubbel wiegframe, dat gebaseerd was op het Norton Featherbed frame. Er was een telescoopvork gemonteerd, de achterbrug was enkelzijdig en voorzien van het nieuwe paralever systeem. Er werden spaakwielen toegepast omdat deze bij eventueel gebruik in het terrein sterker waren dan aluminium gietwielen. Dankzij de toepassing van kruisspaken konden voortaan tubeless banden worden gemonteerd. Bij normale spaakwielen is dit onmogelijk omdat de lucht ontsnapt langs de spaken.

### Modificaties
In de loop der jaren werden nog enkele wijzigingen aan het model toegepast:
- De stuurkuip, die aan de voorvork was bevestigd, werd vervangen door een tophalf, die aan het frame bevestigd was.
- De toerenteller werd standaard gemonteerd
- De tank werd verkleind van 26 naar 24 liter
- De richtingaanwijzerschakelaar werd vervangen door drie knoppen: links, rechts en uit.
- Vanaf 1991 werd de GS ook uitgevoerd met het Sekundär Luft System, waarmee lucht vlak achter de uitlaatklep werd gepompt om een soort “naverbranding” en daarmee schonere uitlaatgassen te verkrijgen.

## R 80 GS Basic en R 80 GS Kalahari
De Basic en Kalahari modellen waren herkenbaar aan het blauwe frame.

### Basic
De Basic werd in 1996 uitgebracht om de restvoorraden weg te werken, nadat de BMW R 1100-serie was uitgebracht en de R 850 GS de R 80 ging opvolgen. De Basic was voorzien van het Sekundär Luft System, de ronde kleppendeksels, een 12 volt aansluiting, eensleutelsysteem, 22 delige set boordgereedschap, White Power achtervering. Klanten die een "Basic" bestelden konden zelfs aan speciale "Back to Basic" weekenden deelnemen, waar men endurotrainingen kon volgen. Waarschijnlijk is de "Basic" versie alleen in 1996 geleverd. De Basic had de laatste BMW moeten zijn met het oude luchtgekoelde blok, maar in 1997 werd de "Kalahari" nog uitgebracht.

### Kalahari
De Kalahari was identiek aan de Basic, maar had de grotere 35 liter tank en een iets hoger stuurkuipje. De machine is in Zuid-Afrika geïntroduceerd in augustus 1997. Mogelijk is dit ook het enige land waar Kalahari's verkocht zijn.

## Technische gegevens
|                    | R 80 GS                                | R 80 GS Basic                          | R 80 GS Kalahari                       |
| ------------------ | -------------------------------------- | -------------------------------------- | -------------------------------------- |
| Periode            | 1987-1996                              | 1996                                   | 1997                                   |
| Productieaantal    | 11.375                                 | 3003 (Basic en Kalahari samen)         | 3003 (Basic en Kalahari samen)         |
| Categorie          | allroad                                | allroad                                | allroad                                |
| Motortype          | kopklepmotor                           | kopklepmotor                           | kopklepmotor                           |
| Bouwwijze          | langsgeplaatste tweecilinderboxermotor | langsgeplaatste tweecilinderboxermotor | langsgeplaatste tweecilinderboxermotor |
| Boring             | 84,8 mm                                | 84,8 mm                                | 84,8 mm                                |
| Slag               | 70,6 mm                                | 70,6 mm                                | 70,6 mm                                |
| Cilinderinhoud     | 797,5 cc                               | 797,5 cc                               | 797,5 cc                               |
| Max. vermogen      | 37 kW/50 pk                            | 37 kW/50 pk                            | 37 kW/50 pk                            |
| Topsnelheid        | 168 km/h                               | 168 km/h                               | 168 km/h                               |
| Aandrijving        | cardanas                               | cardanas                               | cardanas                               |
| Rijwielgedeelte    | dubbel wiegframe, buisframe            | dubbel wiegframe, buisframe            | dubbel wiegframe, buisframe            |
| Leeg gewicht       | 186 kg                                 | 186 kg                                 | 186 kg                                 |
| Max. totaalgewicht | 398 kg                                 | 398 kg                                 | 398 kg                                 |
| Tankinhoud         | 26 liter later 24 liter                | 19,5 liter                             | 35 liter                               |
| Voorganger         | R 80 G/S                               | R 80 G/S                               | R 80 G/S                               |
| Opvolger           | R 850 GS                               | R 850 GS                               | R 850 GS                               |